# 계약 철회 보증
계약 철회 보증(契約撤回保證) 또는 쿨링오프(영어: cooling-off)는 물건 구매 후 물건이 만족스럽지 않거나 구매 취소를 원하게 될 때 그것을 법적으로 보장해주는 제도를 말한다. 그러나 모든 상품에 쿨링 오프가 적용 가능한 것은 아니며, 방문 판매, 다단계 판매, 전화 권유 판매, 전자 상거래 등의 거래에만 이 제도가 적용 가능하다. 
쿨링 오프를 구매한 상품에 적용할 수 있는 기간도 정해져 있다. 예를 들어, 방문 판매의 경우에는 14일 이내에, 할부 거래 혹은 전자 상거래의 경우에는 7일 이내에 상품에 대한 내용증명을 발송하여야 쿨링 오프를 정상적으로 발동할 수 있다. 그리고 그 내용증명이 우체국에 접수되는 순간부터 쿨링 오프가 효력을 발휘한다. 다만 물건 구매 후 10일이 지났거나, 이미 물품이 많이 사용되어 그 가치가 크게 떨어져 있거나 그렇게 될 우려가 있을 때에는 쿨링 오프의 발동이 제한된다. 뿐만 아니라, 쿨링 오프의 남용을 막기 위해 5만원 이하의 상품들은 쿨링 오프 행사가 불가능하다.

## 같이 보기
- 소비자보호

1. ↑  “할부거래에 관한 법률 제8조”. 2021/06/25에 확인함.